# 田中 (大阪市)
田中（たなか）は、大阪府大阪市港区にある町名。現行行政地名は田中一丁目から田中三丁目。

## 地理
港区の西部に位置し、東に弁天、西に港晴、南に八幡屋、南東に夕凪、北に石田と接している。

### 河川
- 三十間堀川

## 世帯数と人口
2019年（平成31年）3月31日現在の世帯数と人口は以下の通りである。
| 丁目       | 世帯数    | 人口    |
| ---------- | --------- | ------- |
| 田中一丁目 | 775世帯   | 1,562人 |
| 田中二丁目 | 1,015世帯 | 1,888人 |
| 田中三丁目 | 246世帯   | 409人   |
| 計         | 2,036世帯 | 3,859人 |

### 人口の変遷
国勢調査による人口の推移。
| 1995年（平成7年）  | 4,262人 | [ 5 ] |  |
| 2000年（平成12年） | 4,421人 | [ 6 ] |  |
| 2005年（平成17年） | 4,223人 | [ 7 ] |  |
| 2010年（平成22年） | 4,150人 | [ 8 ] |  |
| 2015年（平成27年） | 3,936人 | [ 9 ] |  |

### 世帯数の変遷
国勢調査による世帯数の推移。
| 1995年（平成7年）  | 1,735世帯 | [ 5 ] |  |
| 2000年（平成12年） | 1,810世帯 | [ 6 ] |  |
| 2005年（平成17年） | 1,773世帯 | [ 7 ] |  |
| 2010年（平成22年） | 1,868世帯 | [ 8 ] |  |
| 2015年（平成27年） | 1,866世帯 | [ 9 ] |  |

## 事業所
2016年（平成28年）現在の経済センサス調査による事業所数と従業員数は以下の通りである。
| 丁目       | 事業所数  | 従業員数 |
| ---------- | --------- | -------- |
| 田中一丁目 | 59事業所  | 243人    |
| 田中二丁目 | 56事業所  | 412人    |
| 田中三丁目 | 18事業所  | 214人    |
| 計         | 133事業所 | 869人    |

## 交通

### 鉄道
- 大阪市高速電気軌道
中央線 朝潮橋駅

### 道路
- 国道172号
- 中央大通

## 施設
- 八幡屋公園
  - 大阪市中央体育館
  - 大阪プール
- 港警察署 八幡屋公園前交番
- 大阪市立田中小学校
- 港田中郵便局

## その他

### 日本郵便
- 〒552-0005[3]（集配局：大阪港郵便局[11]）
- 坂田利夫がこの大阪市港区田中の出身である事が公表されている。因みに出身丁目は一丁目である。